# John Chowning
John M. Chowning (Salem, 22 d'agost de 1934) és un compositor, músic, inventor i professor nord-americà, conegut pel seu treball en la Universitat Stanford i per la seva invenció de la síntesi de FM.

## Biografia
John MacLeod Chowning va néixer el 22 d'agost de 1934 a Salem, Nova Jersey. Va estudiar violí i percussió a Wilmington, Delaware. De 1952 a 1955, va realitzar el seu servei militar a l'Armada (Escola de Música de la Marina).
L'any 1959, John Chowning es va graduar a la Universitat de Wittenberg amb una llicenciatura en Música. Va estudiar composició musical durant tres anys amb Nadia Boulanger a París. De retorn als Estats Units, va completar la seva educació universitària a la Universitat Stanford amb un Mestratge en Arts (1962-1964), on hi va rebre el 1966 un doctorat DMA.
El 1975 va ser el director fundador del CCRMA (Centre d'Investigació Informàtica en Música i Acústica) a la Universitat Stanford, un centre que donarà suport activament la formació d'IRCAM i que continua sent un dels centres líders en informàtica i investigació relacionada. El va dirigir fins a la seva jubilació el 1996, quan va rebre el títol de professor emèrit.
Chowning també va treballar durant diversos anys a l'IRCAM de París.

## Contribució
Chowing és conegut per haver descobert l'algoritme de la síntesi de FM a 1967. En la síntesi de FM (freqüència modulada), tant la freqüència portadora com el freqüència de modulació es troben dins de la banda audible. En essència, l'amplitud i la freqüència d'una ona sonora modulen la freqüència d'una altra ona, el que produeix una nova forma d'ona resultant que pot ser periòdica o no periòdica, depenent de la relació entre les dues freqüències.
El 1964, amb l'ajut de Max Mathews de Bell Telephone Laboratories i David Poole de la Universitat Stanford, va crear un programa de música per ordinador mitjançant el sistema informàtic del Laboratori d'Intel·ligència Artificial de Stanford. A partir del mateix any va començar la investigació que va conduir al primer algorisme de localització de so envoltant generalitzat. Chowning va descobrir l'algorisme de síntesi de modulació de freqüència (FM) el 1967.
Aquest avanç de Chowning va permetre una manera molt senzilla però elegant de crear i controlar espectres que varien el temps, crear timbres senzills però rics, que sintetitzen des cops de metall i sons campanils i que semblen molt similars a instruments de percussió reals. (Chowning és també un expert percussionista).
Va passar sis anys convertint el seu avanç en un sistema musicalment rellevant, i finalment va ser capaç de simular un gran nombre de sons musicals, incloent la veu cantada.
El 1973, la Universitat Stanford va vendre la llicència del seu descobriment a l'empresa Yamaha (Japó), amb els quals Chowning va treballar per desenvolupar una família de sintetitzadors i òrgans electrònics.
Aquesta va ser la patent més lucrativa de la Universitat Stanford, que va eclipsar moltes altra en electrònica, informàtica i biotecnologia.
El primer sintetitzador digital que va incorporar l'algoritme de FM va ser el MAD (de 1979, tot i que no va ser llançat comercialment), i el Yamaha GS-1 (llançat en 1981). Els teclistes i músics de tot el món ―Chowning inclòs― van considerar que era massa car. Dos anys després, el 1983, Yamaha va fer el seu primer èxit comercial: el sintetitzador digital Yamaha DX7.

## Obra
Després de descobrir l'algorisme de síntesi de modulació de freqüència (FM) i inspirat per la investigació perceptiva de Jean-Claude Risset, va treballar per convertir aquest descobriment en un sistema d'importància musical, utilitzant-lo àmpliament en les seves composicions.
Les tres primeres peces de Chowning, Sabelithe (1971), Turenas (1972) i Stria (1977) reflecteixen musicalment les seves inquietuds i descobriments tècnics. Amb Phone (1981), fruit d'una col·laboració amb IRCAM, la síntesi per modulació de freqüència s'estén a la veu cantada. Voices (2005), per a soprano i ordinador, encara utilitza les tècniques desenvolupades pel compositor al llarg de la seva carrera, i integra el processament, a través del programari Max / MSP, de la veu capturada en temps real.
Una de les obres més famoses de Chowning és Stria (1977). L'IRCAM (de París) li va encarregar una obra per a la primera sèrie de concerts, anomenat Perspectives del segle xx. La seva composició es caracteritza pels sons inharmònics, deguts al seu famós algoritme de FM i a l'ús de la secció àuria (1,618034) a la música.
Turenas (1972), va ser una de les primeres composicions electròniques que van generar la il·lusió que els sons es mouen en un espai de 360°.
Phoné (1980-1981) es va convertir en la primera obra que va utilitzar a posar sobre la síntesi FM la veu cantada.

## Composicions
- 1966: Sabelithe, revisat el 1971.
- 1972: Turenas, per a cinta magnetofònica, 10 minuts, inèdita.
- 1977: Stria per a cinta magnetofònica, 15 min[5]
- 1980-1981: Phoné per cinta magnetofònica, 13 min, inèdit.
- 1988: La Nouvelle Atlantide, per recitante, cor mixt i sons de síntesi, 1:30 h, inèdit.
- 2005: Voices

## Vida privada
John Chowning es va casar amb Elisabeth Keller i van tenir dos fills, John i Marianne. Tant John com Marianne van tenir dos fills: Jade, Sam, Madeline i Evan. Chowning es va casar en segones núpcies amb Maureen (Doody) Tiernay, amb qui va tenir el seu tercer fill: James Scott Chowning.

## Premis i reconeixements
Chowning va ser elegit a l'Acadèmia Americana d'Arts i Ciències el 1988 i va rebre el Doctor Honoris Causa en Música per la Universitat de Wittenberg el 1990. El Ministre de la Cultura francès li va atorgar el Diplôme d'Officier dans l'Ordre des Arts et Lettres el 1995.
Va rebre el Doctorat Honoris Causa el 2002 per la Universitat de la Mediterrània, per la Queen's University el 2010, la Universitat d'Hamburg el 2016. i Premi Giga-Hertz-Award el 2013.